# MIAAO - Museo Internazionale delle Arti Applicate Oggi
Il MIAAO - Museo Internazionale delle Arti Applicate Oggi è un'istituzione appartenente al circuito museale di Torino. 
Rappresenta l'unico museo italiano dedicato alle arti applicate contemporanee e alla valorizzazione del lavoro manuale.

## Storia
È stato inaugurato nel 2006 e ha sede nel complesso monumentale di San Filippo Neri, nel centro storico torinese, a pochi passi dal Museo Egizio e dal Museo nazionale del Risorgimento italiano.

## La collezione
Sviluppato su due piani, la Galleria Sottana è prevalentemente dedicata ad eventi espositivi temporanei, mentre la Galleria Soprana ospita invece artefatti della collezione permanente: sculture, gioielli, fotografie, incisioni e arazzi. Dal novembre del 2010 la Galleria Soprana ospita anche il Paliotto del Piffetti, il capolavoro del celebre ebanista realizzato per ornare l'altar maggiore dell'adiacente Chiesa di San Filippo Neri.